# Волконский, Пётр Борисович
Князь Пётр Бори́сович Волко́нский  (ум. 1625) — представитель княжеского рода Волконских, городовой воевода, единственный сын князя Бориса Васильевича Волконского. Из династии Рюриковичей,  представитель XX колена от полулегендарного основателя рода.

## Биография
Год рождения и ранние годы жизни неизвестны. Впервые упоминается в 1621 году в качестве воеводы в Ливнах, в 1622 году — на аналогичной должности в Одоеве, а в 1624 году — в Кашире, где и скончался на следующий 1625 год.
Оставил единственного сына Ивана.